# Smithfield (Illinois)
Smithfield es una villa ubicada en el condado de Fulton en el estado estadounidense de Illinois. En el Censo de 2010 tenía una población de 230 habitantes y una densidad poblacional de 190,98 personas por km².

## Geografía
Smithfield se encuentra ubicada en las coordenadas 40°28′28″N 90°17′42″O / 40.47444, -90.29500. Según la Oficina del Censo de los Estados Unidos, Smithfield tiene una superficie total de 1.2 km², de la cual 1.2 km² corresponden a tierra firme y (0%) 0 km² es agua.

## Demografía
Según el censo de 2010, había 230 personas residiendo en Smithfield. La densidad de población era de 190,98 hab./km². De los 230 habitantes, Smithfield estaba compuesto por el 98.26% blancos, el 0% eran afroamericanos, el 0.43% eran amerindios, el 0% eran asiáticos, el 0% eran isleños del Pacífico, el 0.43% eran de otras razas y el 0.87% pertenecían a dos o más razas. Del total de la población el 2.61% eran hispanos o latinos de cualquier raza.